# Выборы президента США на Гавайях (2024)
Вы́боры Президе́нта США 2024 го́да на Гава́йях прошли во вторник, 5 ноября 2024 года. В них приняли участие все 50 штатов, а также округ Колумбия. Избиратели Гавайев будут выбирать выборщиков, которые будут представлять их в Коллегии выборщиков, путём всенародного голосования. Гавайи имеют 4 голоса выборщиков в Коллегии выборщиков после перераспределения в результате переписи населения США 2020 года (штат сохранил имевшееся ранее количество голосов).

## История
Гавайи приобрели статус штата в августе 1959 года. На президентских выборах 1960 года у штата было три голоса выборщиков, на последующих — четыре. Избиратели Гавайев отдавали предпочтение кандидату-демократу на всех президентских выборах, кроме выборов 1972 и 1984 годов, когда победу в штате одержали Ричард Никсон и Рональд Рейган соответственно. Барак Обама с большим перевесом побеждал в штате в 2008 и 2012 годах, набирая более 70 % голосов. В 2016 году преимущество Хиллари Клинтон над Дональдом Трампом составило порядка 32 процентных пунктов.
В 2020 году Джо Байден опередил Дональда Трампа на более чем 29 процентных пунктов. Все пять округов Гавайев отдали предпочтение Байдену. В преддверии выборов 2024 года Камала Харрис заручилась поддержкой видных политических деятелей штата, среди них — губернатор Джош Грин, сенаторы Мэйзи Хироно и Брайан Шац.

## Внутрипартийные выборы

### Кокусы Демократической партии
Кокусы Демократической партии состоялись 6 марта 2024 года.
| Кандидат              | Голоса | %    | Делегаты |
| --------------------- | ------ | ---- | -------- |
| Джо Байден            | 1047   | 66,0 | 15       |
| Против всех           | 463    | 29,2 | 7        |
| Марианна Уильямсон    | 50     | 3,2  | 0        |
| Дин Филлипс           | 16     | 1,0  | 0        |
| Джейсон Палмер        | 6      | 0,4  | 0        |
| Армандо Перес-Серрато | 5      | 0,3  | 0        |
| Всего                 | 1587   | 100  | 22       |

### Кокусы Республиканской партии
Кокусы Республиканской партии состоялись 12 марта 2024 года.
| Кандидат                 | Голоса | %    | Делегаты |
| ------------------------ | ------ | ---- | -------- |
| Дональд Трамп            | 4348   | 97,1 | 19       |
| Никки Хейли (снялась)    | 68     | 1,5  | 0        |
| Вивек Рамасвами (снялся) | 26     | 0,6  | 0        |
| Рон Десантис (снялся)    | 25     | 0,6  | 0        |
| Крис Кристи (снялся)     | 8      | 0,2  | 0        |
| Райан Бинкли (снялся)    | 2      | <0,1 | 0        |
| Дуг Бёргам (снялся)      | 1      | <0,1 | 0        |
| Дэвид Стакенберг         | 1      | <0,1 | 0        |
| Всего                    | 4479   | 100  | 19       |

## Всеобщие выборы

### Предвыборная статистика
Обозначения:
- Р — равенство
- НП — небольшое преимущество
- ДП — достаточное преимущество
- СП — существенное, но преодолимое преимущество
- ОП — огромное преимущество

| Источник              | Рейтинг | По состоянию на: |
| --------------------- | ------- | ---------------- |
| Cook Political Report | ОП (Д)  | 19 декабря 2023  |
| Inside Elections      | ОП (Д)  | 26 апреля 2023   |
| Sabato's Crystal Ball | ОП (Д)  | 29 июня 2023     |
| DDHQ/The Hill         | ОП (Д)  | 14 декабря 2023  |
| CNalysis              | ОП (Д)  | 30 декабря 2023  |
| CNN                   | ОП (Д)  | 14 января 2024   |
| The Economist         | ОП (Д)  | 12 июня 2024     |
| 538                   | ОП (Д)  | 11 июня 2024     |
| RCP                   | ОП (Д)  | 26 июня 2024     |

### Опросы
Камала Харрис vs. Дональд Трамп

## Результаты

### По округам
| Округ    | Камала Харрис Демократическая | Камала Харрис Демократическая | Дональд Трамп Республиканская | Дональд Трамп Республиканская | Другие кандидаты | Другие кандидаты | Преимущество | Преимущество | Всего |
| Округ    | #                             | %                             | #                             | %                             | #                | %                | #            | %            | Всего |
| -------- | ----------------------------- | ----------------------------- | ----------------------------- | ----------------------------- | ---------------- | ---------------- | ------------ | ------------ | ----- |
| Гавайи   |                               |                               |                               |                               |                  |                  |              |              |       |
| Гонолулу |                               |                               |                               |                               |                  |                  |              |              |       |
| Калавао  |                               |                               |                               |                               |                  |                  |              |              |       |
| Кауаи    |                               |                               |                               |                               |                  |                  |              |              |       |
| Мауи     |                               |                               |                               |                               |                  |                  |              |              |       |
| Всего    |                               |                               |                               |                               |                  |                  |              |              |       |